# Hemicalypterus
Hemicalypterus is een geslacht van uitgestorven straalvinnige beenvissen dat leefde tijdens het Laat-Trias (ongeveer 221,4 tot 205,6 miljoen jaar geleden). Het bevat als enige soort Hemicalypterus weiri. 

## Naamgeving
Fossielen zijn van het midden van de twintigste eeuw af verzameld in het zuidwesten van de Verenigde Staten, waaronder Utah en New Mexico. In 1967 benoemde Bobb Schaefer de typesoort Hemicalypterus weiri. De geslachtsnaam is afgeleid van het Grieks hemi, 'half', kalyptos, 'verborgen' en pteron, 'vin', een verwijzing naar het feit dat alleen de voorste helft van het lichaam door schubben bedekt was. De soortaanduiding eert Gordon Whitney Weir, de geoloog van de United States Geological Survey die als eerste fossiele vissen uit de vindplaats meldde.
Het holotype, USNM V 23425A, B, is gevonden in een laag van de Chinleformatie in San Juan County. Het bestaat uit een volledig skelet op plaat en tegenplaat. Talrijke specimina zijn toegewezen, vooral na verdere opgravingen tussen 2008 en 2010.

## Beschrijving
Hemicalypterus werd tot zo'n tien centimeter lang. Net als bij verwanten was het een vis met een diep lichaam en bedekt met dikke ganoïde schubben. Het verschilde van andere dapediiden door het ontbreken van schubben op het achterste deel van het lichaam, en in het bezit van ongebruikelijke, multicuspidalide tanden.
In 2015/2016 werd een verbeterde opsomming van onderscheidende kenmerken gegeven. Het betreft een unieke combinatie van op zich niet unieke eigenschappen. De omvang is relatief gering met een standaardlengte, van de wervelkolom, van vijfenzestig millimeter. Het lichaam is hoog, bijna cirkelvormig in profiel, en overdwars afgeplat. De voorste helft van het lichaam wordt bedekt door ganoïde schubben. Er is geen centrale verbening in de wervelkolom rond de notachorda. De achterste helft van het lichaam is volledig schubbenloos. De voorste helft van het lichaam heeft (tot voorbij de rugvin en anaalvin) uitstekende richels van schubben langs de bovenrand en onderrand. Alle schubben aan de bovenste en onderste richels bezitten sterk getande randen aan de uiteinden. De premaxillaire en dentaire tanden hebben meervoudige knobbels met een lange cilindervormige basis van de overdwars afgeplatte kroon en drie tot vijf kleine knobbeltjes per tand. Het bovenkaaksbeen is tandeloos met een korte voorste hefboom om de kaak te doen uitstulpen en een bredere afgeronde achterrand. Het bovenkaaksbeen steekt niet achter het midden van de oogkas uit. Het preoperculum is verticaal gericht met een brede peddelvormige onderste tak. De buikvinnen staan zijdelings op de romp. De rugvin en de anaalvin missen een zoom van basale of de randen bezettende fulcra.
De tandvormige uiteinden van de richels zijn zeer lang en naar achteren gekromd.

## Fylogenie
Hemicalypterus behoorde tot de familie Dapediidae. Afhankelijk van de specifieke statistische bewerking staat Hemicaupterus als meest basale soort in de Dapediidae of juist afgeleid als zustersoort van Sargodon.

## Levenswijze
De spatelvormige veelknobbelige tanden, twee of drie in de praemaxilla en zes in de onderkaak, waren vergelijkbaar met die van moderne plantenetende vissen, wat erop wijst dat Hemicalypterus mogelijk ook een herbivoor was. Hun vorm werd pas in 2015 vastgesteld.